# Пељо (Комо)
Пељо (итал. Peglio) је насеље у Италији у округу Комо, региону Ломбардија.
Према процени из 2011. у насељу је живело 197 становника. Насеље се налази на надморској висини од 623 м.

## Становништво
Према резултатима пописа становништва 2011. у општини је живело 185 становника.
| 2011. |
| ----- |
| 185   |